# Sèries hipergeomètriques de Lauricella
En matemàtiques, les sèries hipergeomètriques de Lauricella són quatre sèries hipergeomètriques de tres variables (FA, FB, FC, FD) definides i estudiades l'any 1893 pel matemàtic Giuseppe Lauricella (Lauricella 1893):
{\displaystyle F_{A}^{(3)}(a,b_{1},b_{2},b_{3},c_{1},c_{2},c_{3};x_{1},x_{2},x_{3})=\sum _{i_{1},i_{2},i_{3}=0}^{\infty }{\frac {(a)_{i_{1}+i_{2}+i_{3}}(b_{1})_{i_{1}}(b_{2})_{i_{2}}(b_{3})_{i_{3}}}{(c_{1})_{i_{1}}(c_{2})_{i_{2}}(c_{3})_{i_{3}}\,i_{1}!\,i_{2}!\,i_{3}!}}\,x_{1}^{i_{1}}x_{2}^{i_{2}}x_{3}^{i_{3}}}
per a |x1| + |x2| + |x3| < 1, i
{\displaystyle F_{B}^{(3)}(a_{1},a_{2},a_{3},b_{1},b_{2},b_{3},c;x_{1},x_{2},x_{3})=\sum _{i_{1},i_{2},i_{3}=0}^{\infty }{\frac {(a_{1})_{i_{1}}(a_{2})_{i_{2}}(a_{3})_{i_{3}}(b_{1})_{i_{1}}(b_{2})_{i_{2}}(b_{3})_{i_{3}}}{(c)_{i_{1}+i_{2}+i_{3}}\,i_{1}!\,i_{2}!\,i_{3}!}}\,x_{1}^{i_{1}}x_{2}^{i_{2}}x_{3}^{i_{3}}}
per a |x1| < 1, |x2| < 1, |x3| <1, i
{\displaystyle F_{C}^{(3)}(a,b,c_{1},c_{2},c_{3};x_{1},x_{2},x_{3})=\sum _{i_{1},i_{2},i_{3}=0}^{\infty }{\frac {(a)_{i_{1}+i_{2}+i_{3}}(b)_{i_{1}+i_{2}+i_{3}}}{(c_{1})_{i_{1}}(c_{2})_{i_{2}}(c_{3})_{i_{3}}\,i_{1}!\,i_{2}!\,i_{3}!}}\,x_{1}^{i_{1}}x_{2}^{i_{2}}x_{3}^{i_{3}}}
per a |x1|1/2 + |x2|1/2 + |x3|1/2 < 1, i
{\displaystyle F_{D}^{(3)}(a,b_{1},b_{2},b_{3},c;x_{1},x_{2},x_{3})=\sum _{i_{1},i_{2},i_{3}=0}^{\infty }{\frac {(a)_{i_{1}+i_{2}+i_{3}}(b_{1})_{i_{1}}(b_{2})_{i_{2}}(b_{3})_{i_{3}}}{(c)_{i_{1}+i_{2}+i_{3}}\,i_{1}!\,i_{2}!\,i_{3}!}}\,x_{1}^{i_{1}}x_{2}^{i_{2}}x_{3}^{i_{3}}}
per a |x1| < 1, |x2| < 1, |x3| < 1.
El símbol de Pochhammer (q)i indica l'i-è factor creixent de q, és a dir
{\displaystyle (q)_{i}=q\,(q+1)\cdots (q+i-1)={\frac {\Gamma (q+i)}{\Gamma (q)}}~,}
on la segona igualtat és certa per a tot complex {\displaystyle q} excepte {\displaystyle q=0,-1,-2,\ldots }
Aquestes funcions es poden estendre a altres valors de les variables x1, x2, x3 mitjançant continuació analítica.
Lauricella també va indicar l'existència d'altres deu funcions hipergeomètriques de tres variables. Aquests van ser anomenats FE, FF ,... , FT estudiades per Shanti Saran el 1954 (Saran 1954). Per tant, hi ha un total de 14 funcions hipergeomètriques de Lauricella–Saran.

## Generalització anvariables
Aquestes funcions es poden estendre directament a n variables. Hom escriu, per exemple,
{\displaystyle F_{A}^{(n)}(a,b_{1},\ldots ,b_{n},c_{1},\ldots ,c_{n};x_{1},\ldots ,x_{n})=\sum _{i_{1},\ldots ,i_{n}=0}^{\infty }{\frac {(a)_{i_{1}+\cdots +i_{n}}(b_{1})_{i_{1}}\cdots (b_{n})_{i_{n}}}{(c_{1})_{i_{1}}\cdots (c_{n})_{i_{n}}\,i_{1}!\cdots \,i_{n}!}}\,x_{1}^{i_{1}}\cdots x_{n}^{i_{n}}~,}
on |x1| +... + |xn| < 1. Aquestes sèries generalitzades també es coneixen de vegades com a funcions de Lauricella.
Quan n = 2, les funcions de Lauricella corresponen a la sèrie hipergeomètrica d'Appell de dues variables:
{\displaystyle F_{A}^{(2)}\equiv F_{2},\quad F_{B}^{(2)}\equiv F_{3},\quad F_{C}^{(2)}\equiv F_{4},\quad F_{D}^{(2)}\equiv F_{1}.}
Quan n = 1, les quatre funcions es redueixen a la funció hipergeomètrica de Gauss:
{\displaystyle F_{A}^{(1)}(a,b,c;x)\equiv F_{B}^{(1)}(a,b,c;x)\equiv F_{C}^{(1)}(a,b,c;x)\equiv F_{D}^{(1)}(a,b,c;x)\equiv {_{2}}F_{1}(a,b;c;x).}

## Representació integral deFD
En analogia amb la funció d'Appell <i id="mwfg">F</i><sub id="mwfw">1</sub>, la funció FD de Lauricella es pot escriure com a una integral de tipus Euler unidimensional per a qualsevol nombre n de variables:
{\displaystyle F_{D}^{(n)}(a,b_{1},\ldots ,b_{n},c;x_{1},\ldots ,x_{n})={\frac {\Gamma (c)}{\Gamma (a)\Gamma (c-a)}}\int _{0}^{1}t^{a-1}(1-t)^{c-a-1}(1-x_{1}t)^{-b_{1}}\cdots (1-x_{n}t)^{-b_{n}}\,\mathrm {d} t,\qquad \operatorname {Re} c>\operatorname {Re} a>0~.}
Aquesta representació es pot verificar fàcilment mitjançant l'expansió de Taylor de l'integrand, seguida de la integració de termes. La representació implica que la integral el·líptica incompleta Π és un cas especial de la funció de Lauricella FD amb tres variables:
{\displaystyle \Pi (n,\phi ,k)=\int _{0}^{\phi }{\frac {\mathrm {d} \theta }{(1-n\sin ^{2}\theta ){\sqrt {1-k^{2}\sin ^{2}\theta }}}}=\sin(\phi )\,F_{D}^{(3)}({\tfrac {1}{2}},1,{\tfrac {1}{2}},{\tfrac {1}{2}},{\tfrac {3}{2}};n\sin ^{2}\phi ,\sin ^{2}\phi ,k^{2}\sin ^{2}\phi ),\qquad |\operatorname {Re} \phi |<{\frac {\pi }{2}}~.}

## Solucions de suma finita deFD
Cas 1: {\displaystyle a>c}, {\displaystyle a-c} un nombre sencer positiu
Es pot relacionar F D amb la funció R de Carlson {\displaystyle R_{n}} via
{\displaystyle F_{D}(a,{\overline {b}},c,{\overline {z}})=R_{a-c}({\overline {b^{*}}},{\overline {z^{*}}})\cdot \prod _{i}(z_{i}^{*})^{b_{i}^{*}}={\frac {\Gamma (a-c+1)\Gamma (b^{*})}{\Gamma (a-c+b^{*})}}\cdot D_{a-c}({\overline {b^{*}}},{\overline {z^{*}}})\cdot \prod _{i}(z_{i}^{*})^{b_{i}^{*}}}
amb la suma iterativa
{\displaystyle D_{n}({\overline {b^{*}}},{\overline {z^{*}}})={\frac {1}{n}}\sum _{k=1}^{n}\left(\sum _{i=1}^{N}b_{i}^{*}\cdot (z_{i}^{*})^{k}\right)\cdot D_{k-i}} i {\displaystyle D_{0}=1}
on es pot aprofitar que la funció R de Carlson per {\displaystyle n>0} té una representació exacta (vegeu per a més informació).
Els vectors es defineixen com a
{\displaystyle {\overline {b^{*}}}=[{\overline {b}},c-\sum _{i}b_{i}]}
{\displaystyle {\overline {z^{*}}}=[{\frac {1}{1-z_{1}}},\ldots ,{\frac {1}{1-z_{N-1}}},1]}
on la longitud de {\displaystyle {\overline {z}}} i {\displaystyle {\overline {b}}} és {\displaystyle N-1}, mentre que els vectors {\displaystyle {\overline {z^{*}}}} i {\displaystyle {\overline {b^{*}}}} tenen longitud {\displaystyle N}.
Cas 2: {\displaystyle c>a}, {\displaystyle c-a} un nombre sencer positiu
En aquest cas també hi ha una forma analítica coneguda, però és bastant complicat d'escriure i comporta diversos passos. Vegeu per a més informació.